# Carl Fredrik Rango
Carl Fredrik Rango, född 5 juni 1735 i Stockholm, död 19 mars 1789 i Kristianstad, var en svensk kommissionslantmätare, underkonduktör vid fortifikationen, målare och tecknare.
Han var son till kaptenlöjtnanten Johan Carl Rango och Elisabet Mariana Hård af Segerstad och under en period gift med Charlotta Eleonora Hård av Torestorp. Rango blev underkonduktör vid fortifikationen 1754 och avlade lantmätarexamen 1757 och slutade som kommissionslantmätare i Kristianstads län. Han medverkade vid byggandet av Trollhätte sluss 1754 och utförde då ett antal teckningar varav en akvarellerad tuschteckning föreställande Slussen Grefwe Ekeblad wid Trollhättan ingår i Uppsala universitetsbiblioteks samling. 